# Antes de las seis
«Antes de las seis» es una canción interpretada por la cantante y compositora colombiana Shakira, incluida originalmente en su séptimo álbum de estudio, Sale el sol (2010). Fue lanzada como primer sencillo para promocionar su cuarto álbum en directo En vivo desde París y a su vez, es el cuarto sencillo de Sale el sol. Fue interpretada en la mayoría de conciertos de Sale el Sol World Tour, así como en las galas de los premios Latin Grammy Awards 2011 en Las Vegas en noviembre, y en los premios Los 40 Principales 2011 en Madrid en diciembre. La canción fue todo un éxito en Latinoamérica y España, donde alcanzó por lo menos un top 20 en las listas de cada país de esa región.

## Lanzamiento
En Colombia ya había alcanzado la posición #1 en las radios locales sin ser sencillo oficial.
El tema se lanzó el 21 de octubre de 2011 en la radio Los 40 Principales y es uno de los mejores según los fanes y los críticos que estuvieron atentos al álbum. La canción logró furor en iTunes y se puso en los 10 primeros de descargas en casi 8 horas de su lanzamiento. Ha Logrado ventas superiores a 30.000 copias en Corea del Sur logrando el platino. A pesar de las buenas críticas fue el sencillo menos vendido del álbum aunque tuvo buena recepción sobre todo en países de habla hispana.

## Ritmo y letra

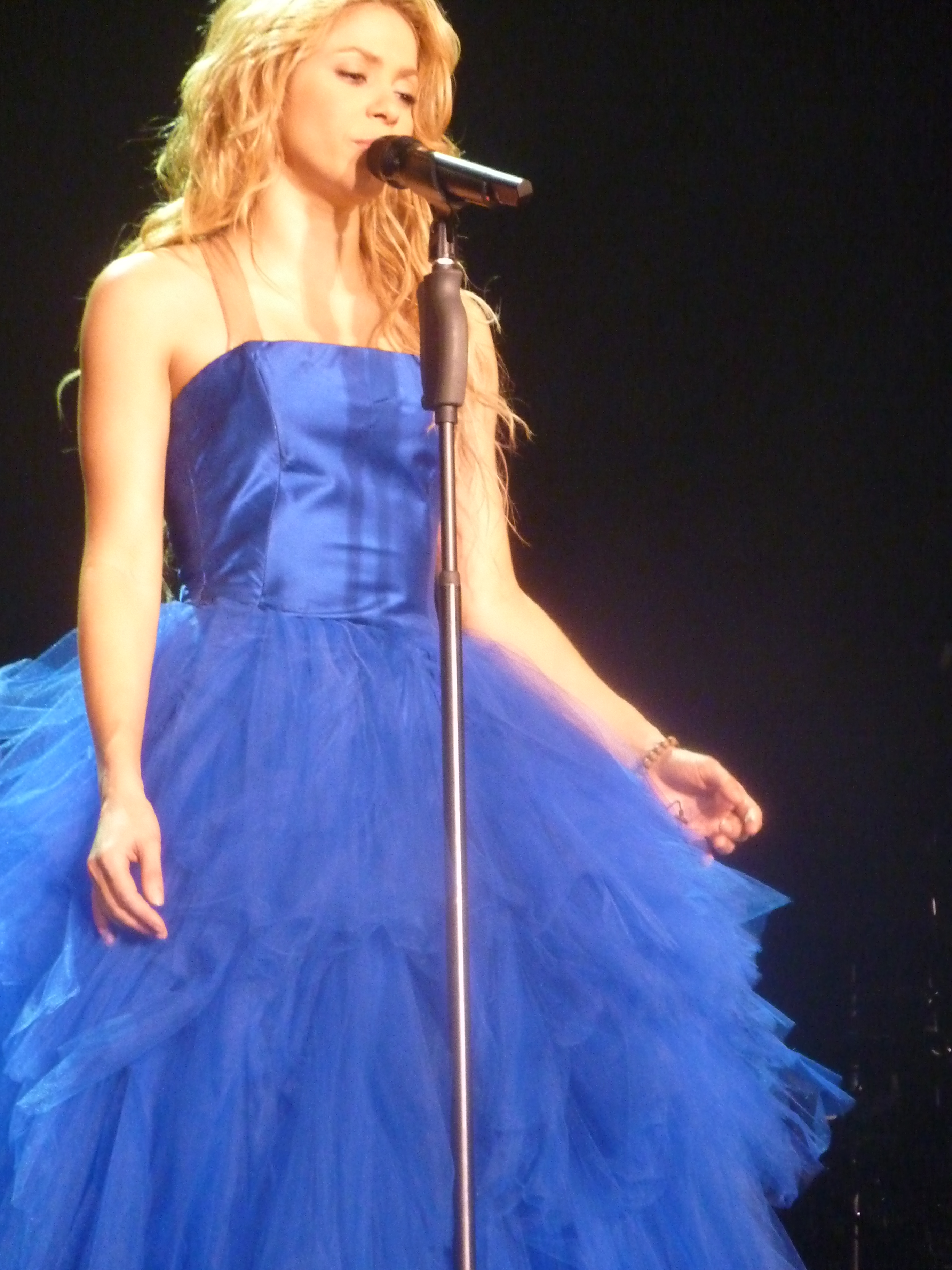
Shakira interpretando "Antes de las seis" durante su gira The Sun Comes Out World Tour en 2010.

La canción comienza con una melodía oriental, interpretada con un koto japonés. A continuación el acompañamiento se basa en el piano y guitarra entre otros instrumentos. 
La letra habla de una persona muestra lo más profundo de su alma a la pareja, cuando esta lo/la deje será muy doloroso, tanto que verá anochecer mucho antes de las seis.

## Videoclip
El vídeo fue estrenado el 2 de noviembre en su cuenta de VEVO. Se trata de la interpretación en vivo de su gira mundial Sale el Sol World Tour en el Palacio de Barcy, París. En el vídeo se puede apreciar a Shakira con un vestido de color azul rey. En la tarima un gran despliegue de luces hacen ver majestuoso el escenario y el efecto de nieve cayendo otorga un toque de romanticismo. El vídeo ha sido reproducido más de 62 millones de veces en Youtube.

## Actuaciones en vivo
«Antes de las seis» fue interpretada en su gira Sale el Sol World Tour, en Canadá y Estados Unidos, Latinoamérica, y en algunos conciertos en Europa, África y Asia. Shakira también interpretó la canción en Las Vegas en la gala de los Latín Grammy 2011, donde fue honrada como personalidad del año. También la interpretó en el Singapur Grand Prix Festival y por último fue interpretada en los Premios Los 40 Principales en Madrid donde muestra su nuevo look con el cabello corto.

## Posicionamiento en las listas
| Argentina            | Top 100 Argentina            | 14 |
| Bolivia              | Charts Bolivia               | 4  |
| Bélgica              | Ultratop 40 Valonia          | 14 |
| Brasil               | Billboard Brasil             | 19 |
| Colombia             | Colombia Top Singles         | 1  |
| Corea del Sur        | South Korean Gaon Chart      | 30 |
| Costa Rica           | Los 40 Principales           | 12 |
| Ecuador              | Guayaquil Top 30             | 1  |
| España               | PROMUSICAE                   | 1  |
| España               | Los 40 Principales           | 14 |
| Estados Unidos       | US Billboard Latín Songs     | 21 |
| Estados Unidos       | Youtube 100                  | 63 |
| Estados Unidos       | US Billboard Latín Pop Songs | 2  |
| Guatemala            | Las Veinte Latinas           | 1  |
| Honduras             | Centro Singles               | 5  |
| México               | Monitor Latino               | 1  |
| Nicaragua            | Top Ten Latino               | 7  |
| Panamá               | Top 15 Panamá                | 5  |
| Paraguay             | Charts Singles               | 5  |
| Puerto Rico          | Top Latín                    | 8  |
| República Dominicana | Top 40 Latino                | 14 |
| Uruguay              | Montevideo Top 50            | 5  |
| Venezuela            | Venezuela Top 50             | 1  |

## Certificaciones
| País   | Organismo Certificador | Certificación | Ventas Certificadas | ref   |
| ------ | ---------------------- | ------------- | ------------------- | ----- |
| México | AMPROFON               | Oro           | + 30 000            | [ 5 ] |

Ha Logrado ventas superiores a 30.000 copias en Corea del Sur logrando el platino.

## Premios y nominaciones
| Año  | País     | Premio                 | Categoría                        | Resultado |
| ---- | -------- | ---------------------- | -------------------------------- | --------- |
| 2012 | Colombia | Premios Nuestra Tierra | Mejor Interpretación Pop del año | Ganadora  |